# Brompton (Hambleton)
Brompton – wieś w Anglii, w hrabstwie North Yorkshire, w dystrykcie (unitary authority) North Yorkshire. Leży 51 km na północny zachód od miasta York i 329 km na północ od Londynu. W 2001 miejscowość liczyła 1912 mieszkańców.